# Médéric Collignon

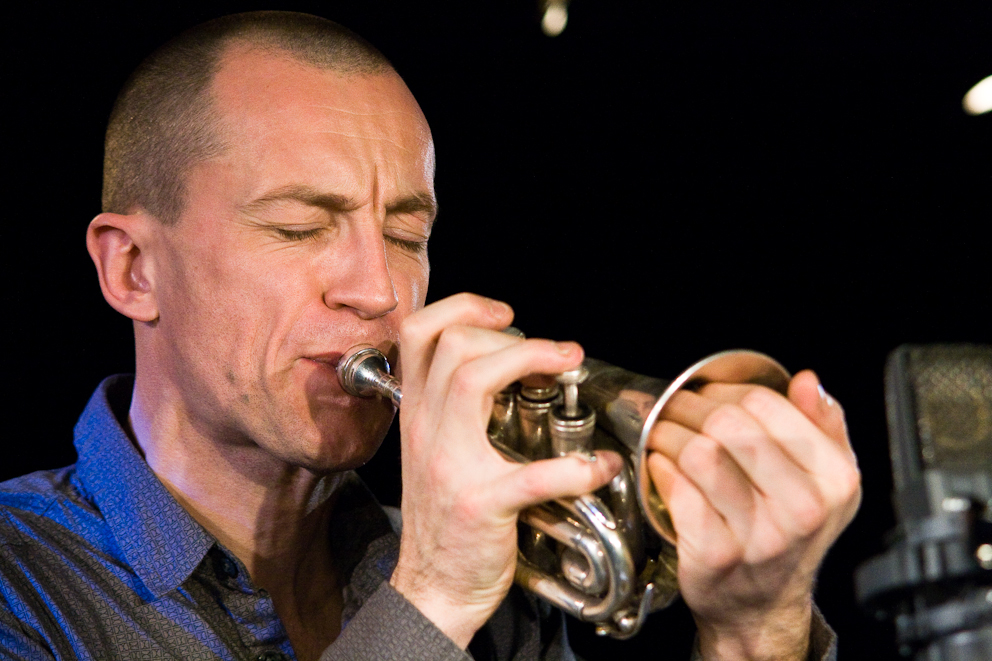
Médéric Collignon auf dem Jazz-Festival Bleu Triton in Les Lilas (2008)

Médéric Collignon (* 6. Juli 1970 in Villers-Semeuse) ist ein französischer Jazz-Musiker (Taschen-Kornett, Bügelhorn, Trompete, diverse andere Instrumente wie Keyboard) und Komponist. Er bedient sich dabei auch verschiedener teilweise innovativer Vokaltechniken, auch elektronisch unterstützt. Seine Musik ist von unterschiedlichsten Quellen inspiriert (wie Funk, Hard-Rock, Salsa, unterschiedlichsten Jazz-Stilrichtungen, Olivier Messiaen, Edgar Varèse).

## Leben und Wirken
Collignon wurde in den Ardennen geboren und studierte ab dem Alter von sieben Jahren Trompete. Unter anderem hatte er eine klassische Ausbildung am Konservatorium von Charleville-Mézières, das er aber 1989 verließ, um ganz andere Musik zu machen.
Ab etwa 1996 war er in Paris, wo er unter anderem im Orchestre National de Jazz unter Leitung von Paolo Damiani und danach Claude Barthélémy spielte. Er spielte in unterschiedlichsten Formationen teilweise in Tanz und Theater Projekten (L´instrument á pression von David Lescot mit dem Schauspieler Jacques Bonnaffé). Mit dem Posaunisten Sébastien Llado spielte er im Duo Machination. Auch gehörte er zu Le Sacre du Tympan von Fred Pallem.
Er arbeitete mit einem eigenen Quartett Jus de Bocse (mit Philippe Gleizes, Schlagzeug, dem deutschen Pianisten Frank Woeste, Frédéric Chiffoleau, Bass), mit der er zwei Alben zu Musik von Miles Davis aufnahm (Porgy and Bess und Shangri-Tunkashi-La, was der Fusion-Phase von Davis gewidmet ist). Mit seinem Ensemble Septik realisierte er 2008 bei dem Jazzfestival von Marciac ein Ennio Morricone Programm.
Als Sideman nahm er unter anderem mit dem Andy Emler MegaOctet (mehrere Alben 2004 bis 2009) auf sowie mit dem Wanja Slavin Quintet (mit Wanja Slavin, Karsten Hochapfel, Ronny Graupe, Robert Landfermann, Christian Lillinger) und mit Louis Sclavis (Napoli´s Walls, ECM 2003).

## Preise und Auszeichnungen
2008 erhielt er zusammen mit der Saxophonistin Géraldine Laurent den Prix Django Reinhardt und wurde 2009 Chevalier des Arts et Lettres. 2007 gewann er mit seinem Quartett Jus de Bocse in der Kategorie Neuentdeckung des Jahres und 2010 als französischer Künstler des Jahres bei Les Victoires du Jazz.

## Diskographische Hinweise
- Porgy and Bess, Discograph 2006 (erhielt den Grand Prix du Disque de la Musique Jazz der Akademie Charles Cros im Jahr 2006)
- Shangri-Tunkashi-La, Plus Loin Music, 2010[1]
- Médéric Collignon & Le Jus de Bocse: À la recherche du roi frippé, Just Looking, 2012
- Médéric Collignon, Jus de Bocse: MoOvies, Just Looking, 2015
- Bussonnet ◆ Collignon ◆ Godin ◆ Vaillant: Wax’In, Le Triton, 2016 (mit Christophe Godin, Philippe Bussonnet, Franck Vaillant)